# Ruth Rowland Nichols

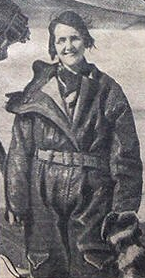
Ruth Nichols auf der Titelseite der New Yorker Evening Graphic vom 15. Februar 1932

Ruth Rowland Nichols (* 23. Februar 1901 in New York City; † 25. September 1960 ebenda) war eine US-amerikanische Flugpionierin. Sie ist bis heute die einzige Frau, die zeitgleich Weltrekorde in Geschwindigkeit, Höhe und zurückgelegter Distanz hielt.

## Biografie
Nichols war die Tochter von Erickson Norman Nichols und Edith Corlis Haines. Ihr Vater war Mitglied der New York Stock Exchange und zuvor auch Mitglied der Rough Riders von Theodore Roosevelt. Ruth Nichols wurde von ihren Eltern auf die Masters School geschickt, die ursprünglich als reine Mädchenschule organisiert war und erst seit 1996 auch Jungen aufnimmt. Zu ihrem High-School-Abschluss 1919 schenkte ihr Vater ihr einen Flug bei Stinson Aircraft mit Edward Anderson „Eddie“ Stinson, Jr., einem Fliegerass aus dem Ersten Weltkrieg, was in ihr den Berufswunsch weckte, Pilotin zu werden. Nach ihrem Schulabschluss besuchte sie jedoch zunächst das Wellesley College und studierte dort Medizin, worin sie 1924 ihren Abschluss machte.

## Karriere als Pilotin

Ruth Rowland Nichols (Brasilianisches Nationalarchiv)

Als College-Studentin nahm Nichols heimlich Flugstunden. Schon kurz nach ihrem College-Abschluss erhielt sie ihre Fluglizenz und zugleich als erste Frau der Welt eine Lizenz für ein Hydroplane. Sie wurde zum ersten Mal in der Öffentlichkeit bekannt, als sie im Januar 1928 als Copilotin ihres vormaligen Fluglehrers Harry Rogers den ersten non-stop-Flug von New York City nach Miami durchführte. Aufgrund ihrer sehr sozialen Erziehung und ihres aristokratischen Familienhintergrundes wurde Nichols in der Presse als die Flying Debutante, die fliegende Debütantin bezeichnet, was ihr überhaupt nicht gefiel. Sie arbeitete daraufhin als Verkaufsleiterin bei der Fairchild Aviation Corporation und gründete 1929 gemeinsam mit Amelia Earhart und weiteren Frauen die Ninety Nines, eine Organisation von und für lizenzierte weibliche Piloten.
In den 1930er Jahren erzielte Nichols eine Vielzahl von Flug-Rekorden. 1930 unterbot sie erstmals die bis dahin von Charles Lindbergh gehaltene Rekordzeit für einen Flug von der Ost- zur Westküste der USA, den sie nach 13 Stunden und 21 Minuten beendete. Im März 1931 flog sie auf eine Höhe von 28.743 Fuß (8.760,9 Meter), so hoch wie noch keine Frau zuvor. Im April 1931 erhöhte sie den Frauen-Geschwindigkeits-Weltrekord auf 210,7 Meilen pro Stunde (339,1 km/h). Im Juni 1931 scheiterte sie bei dem Versuch, als erste Frau alleine den Atlantik zu überqueren, und stürzte in New Brunswick ab, wobei sie sich erhebliche Verletzungen zuzog. Nach ihrer Genesung konnte sie den Frauen-Distanz-Weltrekord auf 1.977 Meilen (3.182 km) erhöhen, indem sie ohne Zwischenstopp von Oakland in Kalifornien nach Louisville in Kentucky flog.
Am 14. Februar 1932 erzielte Nichols am Floyd Bennett Field in New York mit einer Lockheed Vega und erreichten 19.928 Fuß einen neuen Welt-Höhenrekord für dieselbetriebene Flugzeuge. Am 29. Dezember des gleichen Jahres wurde sie zum ersten weiblichen Pilot der kommerziellen Passagier-Fluggesellschaft New York and New England Airways.
Am 21. Oktober 1935 wurde sie lebensgefährlich verletzt, als sie während eines Kunstflugs in Troy abstürzte. Sie konnte fast ein Jahr lang nicht mehr fliegen. Nach ihrer Rückkehr zur Fliegerei arbeitete Nichols für die Emergency Peace Campaign, eine Organisation der Quäker mit dem Ziel, eine friedvolle Lösung für zu dieser Zeit schwelende internationale Konflikte zu bewerben. 1939 war sie Chefin der Relief Wings, eines zivilen Flugdienstes, der im Wesentlichen Notrettungsflüge durchführte und der Civil Air Patrol während des Zweiten Weltkriegs assistierte. Nichols stieg in der Civil Air Patrol bis zum Rang eines Lieutenant Colonel auf.
Nach dem Krieg nutzte Nichols ihre Bekanntheit, um auf die Ursachen für verschiedene humanitäre Notlagen hinzuweisen und Spendengelder zu sammeln. So organisierte sie eine Mission zur Unterstützung der UNICEF und flog dafür 1949 einmal um die gesamte Welt. In den 1950er Jahren diente sie als Direktorin der Frauenaktivitäten bei Save the Children, leitete die Frauenabteilung beim United Hospital Fund und war field director für die National Nephrosis Foundation.
Nachdem sie sich lange bei der United States Air Force für eine entsprechende Erlaubnis eingesetzt hatte, durfte sie 1958 als Copilotin eine Convair F-102 fliegen und erreichte eine Geschwindigkeit von 1.000 Meilen pro Stunde (1.600 km/h) und eine Höhe von 51.000 Fuß (15.545 m). Damit setzte sie noch im Alter von 57 Jahren einen neuen Frauen-Weltrekord für Geschwindigkeit und Höhe.

## Frauen im Raumfahrtprogramm
Als die amerikanische NASA im Jahr 1959 die Missionen zur Landung auf dem Mond vorbereitete, unterzog sich Nichols denselben Tests in der Zentrifuge sowie zu Isolation und Schwerelosigkeit, die für die Bewerber zum Astronauten konzipiert worden waren. Die Testreihen wurden am Wright Air Development Center in Dayton, Ohio, von Donald Flickinger, einem damaligen Brigadier General der United States Air Force, durchgeführt. Flickinger und sein Mentor Randy Lovelace, der die medizinische Auswahl der Mitglieder der Mercury Seven durchführte, hatten ein weitreichendes Interesse an der Erforschung des Eignungspotentials von Frauen für den Beruf des Astronauten, jedoch existiert kein offizielles Dokument, das einen Grund hierfür benennen könnte.
Obwohl Nichols im Gegensatz zu ihren Mitbewerberinnen (die Mercury 13) nicht alle Tests der Phase 1 bestand, waren ihre Leistungen dennoch gut genug, um die Wissenschaftler der Air Force zu überzeugen, Frauen in das Raumfahrtprogramm aufzunehmen. Die Wissenschaftler am Wright Development Center sträubten sich jedoch dagegen und spielten die Testergebnisse der Presse zu, die mit entsprechend negativen Schlagzeilen die Finanzierung der Air Force für weibliche Astronauten-Bewerber stoppten. Am Ende konnte allein Jerrie Cobb alle drei Testphasen beenden, bevor die NASA das Programm stoppte.

## Ende ihrer Karriere
Nichols litt an schweren Depressionen und wurde 1960 in ihrem Appartement in New York City tot aufgefunden. Todesursache war eine Überdosis Barbiturate. Ihre sterblichen Überreste befinden sich auf dem Woodlawn Cemetery in der New Yorker Bronx.
Während ihrer Karriere flog Nichols jeden neu entwickelten Flugzeugtyp, darunter Zeppeline, Segelflugzeuge, Tragschrauber, Wasserflugzeuge, Doppeldecker, Dreidecker, Transportflugzeuge und auch Überschall-Jets und wurde 1992 posthum in die National Aviation Hall of Fame aufgenommen. Ein Propeller ihrer Lockheed Vega aus dem Jahr 1930 ist im National Air and Space Museum in der Sektion Golden Age of Flight (dt. Das goldene Zeitalter der Luftfahrt) ausgestellt.